# Kosovska (Bělehrad)
Kosovska (srbsky Косовска) je ulice v srbské metropoli Bělehradu. Nachází se jihovýchodně od historického centra města. Spojuje ulice Nušićeva a Takovska. Je dlouhá cca 520 metrů a prochází směrem severozápad-jihovýchod. Je pojmenována podle Kosova.

## Historie
V místě dnešní ulice se v polovině 19. století nacházely sady a zahrady. Svůj název získala v roce 1872 spolu s řadou dalších ulic v té době rozšiřované části Bělehradu.

## Doprava
Jedná se o málo frekventovanou ulici sloužící pro místní dopravu.

## Významné budovy
- Muzeum jugoslávské kinotéky (srbsky Muzej jugoslovenske kinoteke)
- ZŠ Drinky Pavlović
- budova národního shromáždění (skupština), ulice ji obchází zadní stranou.
- stará telefonní centrála
- Budova rakouského institutu